# Pedro Rodríguez de los Cobos
Pedro Rodríguez de los Cobos (... – XV secolo) è stato un cavaliere spagnolo.

## Biografia
Pedro o Pero Rodríguez de los Cobos (in alcuni documenti semplicemente "de Cobos" ) fu un cavaliere castigliano  del XV secolo, che si distinse nella battaglia di Collejares (1406) ottenendo da Enrico III di Castiglia il favore reale di fondare un proprio maniero nella città di Úbeda, di cui aveva portato lo stendardo durante la battaglia. 
Tutti i Cobos dell'Andalusia provengono dalla sua stirpe, e un suo discendente diretto, Francisco de los Cobos y Molina, raggiunse grande preminenza nella prima metà del  XVI secolo durante il regno di Carlo V, di cui fu segretario reale.

## Discendenza
Pedro Rodríguez sposò Juana Rodriguez Mexìa, figlia di Juan Mexìa e di Juana Rodriguez de Mercado, ed ebbero due figli:
- Juan de los Cobos
- Pedro Rodríguez II de los Cobos, governatore di Ubeda dopo il 1443.